# Tagaz Road Partner
Der Tagaz Road Partner ist ein Geländewagen des russischen Automobilproduzenten TagAZ und wird seit 2008 in Ischewsk gebaut. Ebenso wie der Tager wurde der Road Tiger von der SsangYong Motor Company entwickelt. Die Motoren des SsangYong Korando wurden ebenfalls in diesem Auto verbaut.
Nachdem SsangYong 2008 in finanzielle Schwierigkeiten geraten war, kaufte TagAZ die Rechte und Produktionsstraßen des Autos auf und nannte es in Road Partner um. Der Road Partner wird sowohl in Südkorea als auch in Russland produziert und wurde 2009 umdesingt, um sich mehr vom Vorgänger zu unterschieden. Während in Russland der Road Partner in der geschlossenen Geländewagenform hergestellt wird, läuft in Südkorea die Pick-up-Variante des Modells vom Band, welche bei SsangYong den Namen Musso Sports trug.
Die geschlossene Ausführung steht in zwei Motorisierungen zur Auswahl: Der MT1 mit einem Vierzylindermotor mit einem Hubraum von 2295 cm³ bei einer Leistung von 150 PS und der AT3 den ein Sechszylindermotor mit einem Hubraum von 3199 cm³ und eine Leistung von 220 PS antreibt.
Der in Südkorea gebaute Pick-up MT8 hat die schwächste Motorisierung: Ebenfalls ist dieser mit einem Vierzylindermotor ausgestattet, welcher aber lediglich eine Leistung von 100 PS bei einem Hubraum von 2067 cm³ aufweisen kann. Alle Modelle entsprechen der Euro-3-Norm.